# Єлшибек-батир
Єлшибе́к-бати́р (каз. Елшібек батыр) — село у складі Ордабасинського району Туркестанської області Казахстану. Входить до складу Торткольського сільського округу.
У радянські часи село називалось Кизилту.
Населення — 723 особи (2021; 676 у 2009, 598 у 1999, 542 у 1989).